# Polienus fuscata
Polienus fuscata är en fjärilsart som beskrevs av Antonius Johannes Theodorus Janse 1920. Polienus fuscata ingår i släktet Polienus och familjen tandspinnare. Inga underarter finns listade i Catalogue of Life.